# Trezoi
Trezoi, oficialmente Trezói, é uma povoação portuguesa sede da Freguesia de Trezói do Município de Mortágua, freguesia com 17,51 km² de área e 343 habitantes (censo de 2021), tendo, por isso, uma densidade populacional de 19,6 hab./km².
Esta freguesia é constituída pelas seguintes localidades :
- Trezoi
- Meligioso
- Cerdeira
- Cerdeirinha
- Sula
- Moura
- Vale de Ovelha

## Demografia
A população registada nos censos foi:
| Distribuição da População por Grupos Etários | Distribuição da População por Grupos Etários | Distribuição da População por Grupos Etários | Distribuição da População por Grupos Etários | Distribuição da População por Grupos Etários |
| -------------------------------------------- | -------------------------------------------- | -------------------------------------------- | -------------------------------------------- | -------------------------------------------- |
| Ano                                          | 0-14 Anos                                    | 15-24 Anos                                   | 25-64 Anos                                   | > 65 Anos                                    |
| 2001                                         | 54                                           | 66                                           | 252                                          | 123                                          |
| 2011                                         | 26                                           | 40                                           | 191                                          | 120                                          |
| 2021                                         | 24                                           | 14                                           | 146                                          | 159                                          |

## Património[3]
- Igreja de São Tomé
- Trecho da Mata do Buçaco
- Portas de Sula
- Moinho de Sula
- Ponte Ferroviária de Trezoi
- Moinho de Moura

## Toponímia
O topónimo Trezoi terá origem na presença moura neste território, resultando de "trezô", cujo significado seria "três mouros".
Aliás, esta presença ficou ainda lembrada pela toponímia de uma outra localidade da freguesia: Moura. Conta a tradição oral que “nas proximidades da Ribeira da Moura, existe um penedo que, segundo a lenda, servia a uma Moura para, em dias de nevoeiro, estender o seu ouro, procedendo de seguida à sua lavagem. Após esta operação regressava às entranhas da terra.” 